# Rogers (Arkansas)
Rogers è un centro abitato (city) degli Stati Uniti d'America, situato nella contea di Benton dello Stato dell'Arkansas. Nel 2009 la popolazione era di 59.014 abitanti.

## Geografia fisica
Secondo i rilevamenti dello United States Census Bureau, Rogers si estende su una superficie di 33,58 km².

## Infrastrutture e trasporti
- U.S. Route 62
- U.S. Route 71